# Crayon Shin-chan: Arashi o yobu - Appare! Sengoku dai kassen
Crayon Shin-chan: Appare! Sengoku Daikassen (クレヨンしんちゃん 嵐を呼ぶ アッパレ!戦国大合戦 Kureyon Shinchan: Arashi o Yobu: Appare! Sengoku Daikassen) là phim anime 2002. Đây là phim thứ 10 dựa trên manga và anime hài Crayon Shin-chan. Phim được công chiếu ở các rạp Nhật Bản vào ngày 20 tháng 4 năm 2002.

## Giải thưởng
| Các giải thưởng | Các giải thưởng           | Các giải thưởng       | Các giải thưởng | Các giải thưởng |
| Năm             | Giải                      | Thể loại              | Người nhận      | Kết quả         |
| --------------- | ------------------------- | --------------------- | --------------- | --------------- |
| 2002            | Japan Media Arts Festival | Animation Awards      |                 | Đoạt giải       |
| 2002            | Animation Kobe            | Individual Award      | Hara Keiichi    | Đoạt giải       |
| 2002            | Mainichi Film Award       | Best Animation Film   |                 | Đoạt giải       |
| 2003            | Tokyo Anime Award         | Best Director         | Hara Keiichi    | Đoạt giải       |
| 2003            | Tokyo Anime Award         | Domestic Feature Film |                 | Đề cử           |